# ایتالو کالوینو
ایتالو کالوینو (به ایتالیایی: Italo Calvino) (زادهٔ ۱۵ اکتبر ۱۹۲۳ – درگذشته ۱۹ سپتامبر ۱۹۸۵) نویسندهٔ رمان و داستان کوتاه ایتالیایی بود. وی سبک ادبی خاص خود را داشت که می‌توان آن را سورئال یا پست‌مدرن توصیف کرد. سه‌گانهٔ «نیاکان ما» (شامل شوالیه ناموجود، ویکنت دونیم‌شده و بارون درخت‌نشین)، مجموعه داستان‌های کوتاه شهرهای نامرئی، شش یادداشت برای هزارهٔ بعدی و اگر شبی از شب‌های زمستان مسافری از تحسین‌شده‌ترین آثار او هستند. وی را یکی از مهم‌ترین نویسندگان ایتالیایی قرن بیستم می‌دانند. او بین سال‌های ۱۹۴۵ تا ۱۹۵۷ عضو حزب کمونیست ایتالیا بود.

## زندگی
کالوینو در سانتیاگو دِلاس وگاس در کوبا به دنیا آمد. پدر و مادرش هر دو گیاه‌شناس بودند و تأثیر آن‌ها در طبیعت‌گرایی آثار وی و شناخت دقیقش از گیاهان و محیط زیست مشهود است. وی تا پنج سالگی در کوبا ماند، سپس به ایتالیا رفت و بیشتر زندگی خود را همان‌جا سپری کرد.
کالوینو تا هجده سالگی در سان‌رمو ماند، سپس، در سال ۱۹۴۱ به تورین رفت. در سال ۱۹۴۳ به نهضت مقاومت ایتالیا در جنگ جهانی دوم و بریگاد گاریبالدی، و پس از آن به حزب کمونیست ایتالیا پیوست،
کالوینو در سال ۱۹۴۷ با نوشتن پایان‌نامه‌ای دربارهٔ جوزف کنراد در رشتهٔ ادبیات از دانشگاه تورین فارغ‌التحصیل شد، و سپس به همکاری با روزنامهٔ محلی حزب کمونیست لونیتا پرداخت. در همین سال، پس از انتشار کتاب راه لانهٔ عنکبوت با مضمون نهضت مقاومت که برای او جایزهٔ ریچنه را به ارمغان آورد، با برخی مشاهیر ادبی ایتالیا از قبیل ناتالیا گینزبرگ و الیو ویتورینی آشنا شد. او در این سال‌ها با مجلات کمونیستی مختلفی همکاری می‌کرد.
کالوینو در سال ۱۹۵۰ به اتحاد شوروی سفر کرد. یادداشت‌های این سفر در روزنامهٔ لونیتا چاپ شد و برای او جایزه به ارمغان آورد. در دههٔ پنجاه کالوینو به نوعی تخیل ادبی‌تر نزدیک به حکایت‌های پندآمیز گرایش پیدا کرد که در آن هجو اجتماعی و سیاسی با تفننی طنزآمیز همراه است. چند کتاب از جمله شوالیهٔ ناموجود و مورچهٔ آرژانتینی را منتشر کرد و با نشریات کمونیستی و مارکسیستی همکاری کرد، تا این که در سال ۱۹۵۷ به شکل غیرمنتظره‌ای از حزب کمونیست کناره‌گیری کرد و نامهٔ استعفایش در نشریهٔ «لونیتا» چاپ شد. کتاب بارون درخت‌نشین هم در همین سال منتشر شد.
به رغم سخت‌گیری‌های موجود در آن دوران برای ورود بیگانگان متمایل به دیدگاه‌های کمونیست، توانست با دعوت بنیاد فورد به آمریکا سفر کند و شش ماه آنجا بماند. کالوینو چهار ماه از این شش ماه را در نیویورک گذراند و به گفتهٔ خودش کاملاً تحت تأثیر دنیای جدید قرار گرفت. در این مدت با ایستر جودیت سینگر هم آشنا شد، که چند سال بعد در سفری به کوبا، در هاوانا با او ازدواج کرد. کالوینو در این سفر به زادگاهش کوبا نیز رفت و با ارنستو چه گوارا هم دیدار کرد.
کالوینو در طول دههٔ ۱۹۶۰ به همراه الیو ویتورینی نشریه ادبی منابو را منتشر کرد. از این دوره به بعد، کالوینو بی آن که از طنز دور شود یا خوانش بسیار شخصی خود را از کلاسیک‌ها را منکر شده باشد، به داستان‌های مصور و علمی-تخیلی با ترکیب بندی شکل‌گرایانه روی آورد. در این زمینه می‌توان از «مارکو والدو»، «کمدی‌های کیهانی»، «کاخ سرنوشت‌های متقاطع» و «شهرهای نامرئی» نام برد. مرگ ویتورینی در سال ۱۹۶۶، روی کالوینو که یکی از معدود دوستان زندگیش را از دست داده بود تأثیر عمیقی گذاشت. پس از آن بود که سفرهای زیادی به پاریس داشت و با رولان بارت ملاقات کرد، و فعالیت‌هایی در زمینهٔ ادبیات کلاسیک در دانشگاه سوربن و دیگر دانشگاه‌های فرانسه انجام داد. به این ترتیب آثار چاپ شده از او در طول دههٔ هفتاد (از جمله «اگر شبی از شب‌های زمستان مسافری») چاشنی یا درون‌مایه‌ای از ادبیات کلاسیک دارند.
ایتالو کالوینو در دهه ۱۹۶۰ به زادگاهش کوبا برگشت و در هاوانا با ارنستو چه‌گوارا دیدار کرد. در اواخر دههٔ ۱۹۶۰ به‌همراه ویتورینی نشریهٔ معتبر منابو را منتشر کرد و عضویت در کارگاه داستان‌نویسی (اولیپو) را پذیرفت و از این طریق با (رمون کنو) نیز آشنا شد.
کالوینو از پایان همین دهه با حفظ سبک اصلی و طنز خاص خود روی به ادبیات علمی-تخیلی و فانتزی آورد و داستان‌هایی چون مارکووالدو، کمدی‌های کیهانی و شهرهای نامرئی را نوشت. در سال ۱۹۸۱ نشان افتخار فرانسه به او اعطا شد و چهار سال بعد بر اثر خونریزی مغزی در سیه‌نا درگذشت.

## سبک و شیوهٔ ادبی
کالوینو در طول حیات ادبی خود در ژانرهای گوناگونی قلم زده است، داستان کوتاه، رمان، مقاله و رسالهٔ علمی و ادبی نوشته و تحقیقات فراوانی کرده است. مشخصهٔ بارزِ نوشته‌های او از هر سنخی که باشد (کالوینویی) بودن آنهاست، چراکه سبک و سیاق خاص او در تمامی آثارش به چشم می‌خورد.
کالوینو نویسنده‌ای مبدع و نوآور است. خلاقیت او در قصه‌نویسی از موضوع داستان تا طرح و چگونگی پرداخت آن اعجاب‌آور است. رولان بارت او و بورخس را به دو خط موازی تشبیه کرده و از کالوینو به‌عنوان نویسندهٔ پُست‌مدرن نام می‌برد. کالوینو نویسنده‌ای است که جایی چنان روشن همه‌چیز را به طنز می‌گیرد و جایی جهانی خلق می‌کند سراسر ابهام و رمز و راز و از این رو بر غنای داستان می‌افزاید.
شروع فوق‌العادهٔ کتاب (اگر شبی از شب‌های زمستان مسافری) گویای تسلط و توانایی او بر شیوه‌های داستان‌گویی مدرن است: «تو داری شروع به خواندن داستانِ جدید ایتالو کالوینو می‌کنی، آرام بگیر، حواست را جمع کن و…»
در دههٔ ۱۹۵۰ میلادی مطالعه بر روی افسانه‌های ایتالیایی را آغاز می‌کند که حاصل آن چاپ کتاب افسانه‌های ایتالیایی است. سه‌گانهٔ معروف او: ویکنت دونیم‌شده، شوالیهٔ ناموجود، بارون درخت‌نشین اوج خلاقیت و پرواز فکری کالوینو در آثار تخیلی‌اش خواننده را حیران می‌کند. تسلط او در جمع مباحث علمی و جذابیت داستان‌نویسی راه‌ها و شیوه‌های نوین در چشم‌انداز ادبیات معاصر جهان خلق کرده است.
اومبرتو اکو نویسنده و اندیشمند هموطن کالوینو در مقاله‌ای تحتِ عنوان (نقش روشنفکران) از کتاب بارون درخت‌نشین و شخصیت اصلی آن به‌عنوان یکی از کلیدهای مهم درک مسئولیت روشنفکران نام می‌برد؛ و مطالعهٔ آثار کالوینو را به همه توصیه می‌کند.
غالب آثار مهم این نویسنده به زبان فارسی ترجمه و منتشر شده‌اند.

## کتابشناسی
داستانی
- ۱۹۴۷ کوره راه لانه های عنکبوت، مترجم: آهنگ حقانی، ناشر: قطره، چاپ اول ۱۳۹۵
- ۱۹۵۱ شوالیه ناموجود، مترجم: پرویز شهدی ناشر:نشر چشمه، چاپ اول ۱۳۸۲
- ۱۹۵۱ ویکنت دوشقه یا «ویکنت دونیم‌شده»، مترجم: بهمن محصص
- ۱۹۵۲ مورچه آرژانتینی، مترجم: شهریار وقفی پور، ناشر: انتشارات کاروان
- ۱۹۵۵ "فلش" با نام "بصیرت"، در مجموعه داستان "تا نشستیم تمام شد"، ترجمه علی بیات، انتشارات چهره مهر
- ۱۹۵۶ افسانه‌های ایتالیایی، مترجم: محسن ابراهیم، ناشر: انتشارات نیلا
- ۱۹۵۷ بارون درخت‌نشین، مترجم: مهدی سحابی ناشر: نگاه
- ۱۹۵۷ چه کسی در دریا مین کاشت؟، مترجم: اعظم رسولی ناشر: کتاب خورشید
- ۱۹۵۷ سوداگری در ساخت و ساز، مترجم: مژگان مهرگان ناشر: کتاب خورشید
- ۱۹۵۹ سه‌گانهٔ «نیاکان ما» (شامل شوالیه ناموجود، ویکنت شقه‌شده و بارون درخت‌نشین)
- ۱۹۶۳ مارکو والدو
- ۱۹۶۵ کمدی‌های کیهانی، مترجم: موگه رازانی، ناشر: کتاب نادر
- ۱۹۶۷ تی صفر
- ۱۹۶۹ کاخ سرنوشت‌های متقاطع (ترجمه محیا بیات) - تهران - انتشارات روزنه، ۱۳۹۶
- ۱۹۷۲ شهرهای نامرئی یا شهرهای ناپیدا (ترجمه بهمن رییسی دهکردی)- تهران - انتشارات خورشید
- ۱۹۷۹ اگر شبی از شب‌های زمستان مسافری، مترجم: لیلی گلستان ناشر: آگاه
- ۱۹۸۳ آقای پالومار
- ۱۳۸۲ شاه گوش می‌کند ترجمه: فرزاد همتی و محمدرضا فرزاد انتشارات مروارید
- ۱۹۸۳ یک روز ناظر انتخاباتی ترجمه: مژگان مهرگان انتشارات خورشید
- ۱۹۸۳ ابر آلودگی ترجمه: آرزو اقتداری انتشارات خورشید

غیر داستانی
- شش یادداشت برای هزارهٔ بعدی، مترجم:لیلی گلستان
- چرا باید کلاسیک‌ها را خواند، ترجمه آزیتا همپارتیان، انتشارات کاروان
- قلمرو دزدان داستان کوتاه